# Aliabad-e Kerend
Aliabad-e Kerend (în persană علي ابادكرند, romanizat și ca „Alīābād-e Kerend; cunoscut și sub numele de „Alīābād și „ Alīābād-e Țelesm)  este un sat din districtul rural Howmeh-ye Kerend, în districtul central al județului Dalahu, provincia Kermanshah, Iran. La recensământul din 2006, populația sa era de 39 de locuitori, în 7 familii.